# Яничкин, Юрий Ермолаевич
Юрий Ермолаевич Яничкин (1 октября 1941, д. Пичеуры Лунинский район — 24 ноября 2012, Пенза, Россия) — российский деятель культуры, основатель, художественный руководитель и главный балетмейстер муниципального хореографического ансамбля «Зоренька», директор Детской школы искусств в г. Пензе, лауреат всероссийских и международных конкурсов-фестивалей народного творчества. Заслуженный деятель искусств Российской Федерации (2000). Заслуженный работник культуры РСФСР (1982).

## Биография
Начал свою профессиональную творческую деятельность в 1959 г. в Государственном ансамбле песни и пляски Терских казаков.
С 1960 года был в составе ансамбля песни и пляски краснознаменного Черноморского флота.
По возвращении в Пензу талант балетмейстера-постановщика и большие организаторские способности позволили Яничкину создать в 1974 году при Дворце культуры Пензенского часового завода хореографический ансамбль «Зоренька», бессменным художественным руководителем которого он являлся до самого последнего времени, и студию танцевального искусства. Он создал авторскую школу хореографии, основанную на танцевальном фольклоре Пензенской области. Репертуар ансамбля состоит из танцев народов мира. В 1977 году «Зореньке» было присвоено звание «Народный самодеятельный коллектив». Яничкин является постановщиком многих городских и областных концертных программ, которые входят в фонд культурного наследия Пензенской области. Под его руководством «Зоренька» стала лауреатом 1-го, 2-го и 3-го Всесоюзных фестивалей самодеятельного художественного творчества, проводившихся с 1975 по 1991 годы, Всесоюзного смотра народного творчества, посвященного 40-летию Победы, в 1978 году получила специальный приз ЦК ВЛКСМ за успехи в зональном этапе Всесоюзной творческой эстафеты, посвященной Всемирному фестивалю молодежи и студентов.
В 1990 г. по его инициативе была создана детская школа искусств города Пензы — многопрофильное учреждение дополнительного образования детей, бессменным директором которой он являлся на протяжении 22 лет до самой смерти.
Похоронен на Аллее Славы Новозападного кладбища города Пензы.

## Награды
Деятельность Ю. Е. Яничкина была отмечена многими государственными наградами:
- Заслуженный работник культуры РСФСР (1982)[1]
- Заслуженный деятель искусств Российской Федерации (2000)[2][3]
- Народный артист Республики Мордовия[4]
- Заслуженный деятель Всероссийского музыкального общества
- Стипендиат Президента Российской Федерации [5]
- Памятная медаль «Патриот России»
- обладатель 1-й премии Всероссийского фестиваля молодежи и студентов в Москве за постановки народного танца (1978)
- Премия Правительства Российской Федерации «Душа России» за вклад в развитие народного творчества (2010) [6][7]
- Почетный гражданин города Пензы[8].
- Памятный знак «За заслуги в развитии города Пензы» (2013)[9].